# Études animales
 (avril 2019).

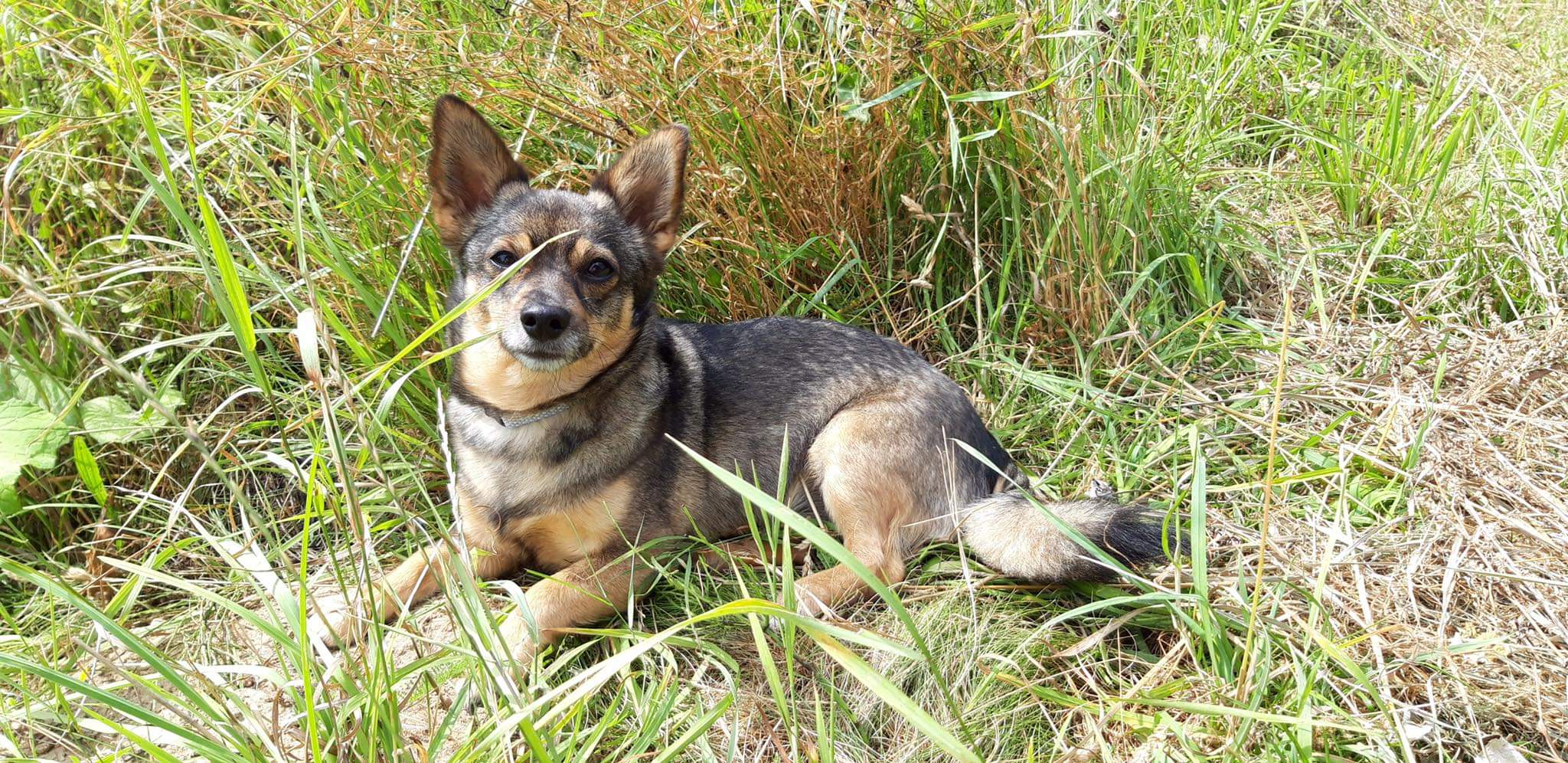
Un chien

Les études animales ou études animalistes sont un domaine de recherche dans lequel les animaux sont étudiés dans une approche interdisciplinaire. Les chercheurs qui étudient les animaux peuvent venir de divers domaines, notamment de la géographie, l'histoire de l'art, l'anthropologie, la biologie, le cinéma, la géographie, l'histoire, la psychologie, les études littéraires, la muséologie, la philosophie, la communication et la sociologie. Ils peuvent se confronter à des questions sur des animaux spécifiques ou sur les notions d' "animalité" ou de "brutalité", en s'appuyant sur diverses perspectives théoriques, notamment le féminisme, la théorie marxiste et la théorie queer. Avec ces perspectives, ceux qui entreprennent des études animalistes cherchent à comprendre les relations homme-animal, dans le présent et dans le passé, et à comprendre les animaux comme des êtres en eux-mêmes, distincts de la connaissance que nous avons d'eux. Le domaine étant encore en développement, les chercheurs définissent actuellement les critères des questions susceptibles de le structurer.

## Histoire
En tant que sujet interdisciplinaire, les études animalistes se situent à la croisée de nombreux domaines d’études. Nombre de disciplines se tournent actuellement vers les animaux et reconnaissent leur importance à différentes époques et pour différentes raisons. Ces histoires disciplinaires distinctes déterminent la manière dont les spécialistes abordent les études sur les animaux.
Les études animalistes sont nées du mouvement de libération des animaux et reposaient initialement sur des questions éthiques relatives à la coexistence avec d'autres espèces : la question de savoir s'il était moral de manger des animaux, de les utiliser dans des expérimentations scientifiques, etc. Les spécialistes en études animales qui explorent le domaine d'un point de vue éthique citent fréquemment le travail de 1975 du philosophe australien Peter Singer, Animal Liberation comme document fondateur des études animales. Le travail de Singer suit celui de Jeremy Bentham en essayant d’élargir à d’autres êtres sensibles les questions utilitaires relatives au plaisir et à la douleur.
Les théoriciens intéressés par le rôle des animaux dans la littérature, la culture et la philosophie continentale soulignent également l'importance des travaux récents de Jacques Derrida  dans l’intérêt croissant pour les animaux en sciences humaines. La dernière série de conférences de Derrida, intitulée « L’animal qui m’appelle donc », a examiné comment les interactions avec la vie animale affectent les tentatives de l’humanité de définir l’humanité et le soi à travers le langage. Reprenant la déconstruction de Derrida et l'étendant à un autre territoire culturel, Cary Wolfe a publié Animal Rites en 2003 et critiqué d'anciens philosophes des droits des animaux tels que Peter Singer et Thomas Regan. L'étude de Wolfe met en évidence un humanisme insidieux en jeu dans leurs philosophies et dans d'autres. En 2004, le philosophe italien Giorgio Agamben a publié un livre sur la question de l'animal : The Open. Man and animal.

## Thèmes de recherche et méthodologies
Des chercheurs en études animales examinent les questions et problèmes qui se posent lorsque les méthodes traditionnelles d’investigation humaniste et scientifique tentent de prendre les animaux comme véritable sujet de réflexion et d’activité. Les étudiants en études animalistes peuvent examiner la manière dont l'humanité est définie par rapport aux animaux, ou comment les représentations d'animaux créent la compréhension (et l'incompréhension) d'autres espèces. Pour ce faire, les études sur les animaux portent une attention particulière à la façon dont les humains anthropomorphisent les animaux et demandent comment ils pourraient éviter les préjugés dans l'observation d'autres créatures. Par exemple, le livre de Donna Haraway, Primate Visions, examine comment les dioramas créés pour le Muséum américain d'histoire naturelle ont montré des regroupements familiaux conformes à la famille nucléaire traditionnelle, qui donnaient une image fausse du comportement observé des animaux à l'état sauvage. Les approches critiques des études animalistes ont également pris en compte les représentations d'animaux non humains dans la culture populaire, notamment la diversité des espèces dans les films d'animation.
En mettant en évidence ces problèmes, les études animalises s'efforcent de réexaminer les catégories éthiques, politiques et épistémologiques traditionnelles dans le contexte d'une attention renouvelée à la vie animale et du respect de celle-ci. L’hypothèse selon laquelle la focalisation sur les animaux pourrait éclaircir les connaissances humaines est clairement exprimée dans le célèbre dicton de Claude Lévi-Strauss selon lequel les animaux sont « bons à penser ».